# Jan Peterek
Jan Peterek (* 17. října 1971 v Havířově) je bývalý český hokejový útočník. Od prosince 2016 je sportovním ředitelem klubu HC Oceláři Třinec a jednatelem klubu HC Frýdek-Místek.
Svoji extraligovou kariéru zahájil v roce 1991 v týmu Vítkovic. Kromě týmů české extraligy (HC Vítkovice, HC Oceláři Třinec a HC Havířov) strávil také tři roky v ruské lize v týmu Lokomotiv Jaroslavl. Na konci sezóny 2014 ukončil ve 42 letech v dresu HC Oceláři Třinec svoji hokejovou kariéru.

## Zajímavosti
- Jan Peterek v sezoně 2004–2005 v prvním utkání za Třinec po delší odmlce, HC Oceláři Třinec – HC Znojemští Orli (4 : 5), dal Tomáši Vokounovi 4 branky.
- Jan Peterek 10. října 2008 v utkání proti HC Vítkovice odehrál své 800 utkání v extralize.
- Jan Peterek 19. září 2010 ve druhém kole extraligové sezony 2010/2011 v Třinci proti HC Eaton Pardubice odehrál své 900. utkání v extralize jako sedmý hráč v extraligové historii.[3]
- Jan Peterek dal 14. března 2011 v 6. utkání play off s HC Benzina Litvínov svou 250 branku v součtu liga + reprezentace 250 (249 + 1).
- Dne 2. prosince 2011 v utkání 27. kola sezóny 2011–2012 mezi Bílí Tygři Liberec – HC Oceláři Třinec (1 : 4) Jan Peterek odehrál jako třetí hráč v historii 1000. zápas v nejvyšší soutěži.

## Ocenění a úspěchy
- 2006 ČHL/SHL – Utkání hvězd české a slovenské extraligy
- 2008 ČHL – Nejlepší nahrávač

## Prvenství
- Debut v ČHL – 14. září 1993 (HC Vítkovice proti HC Chemopetrol Litvínov)
- První gól v ČHL – 14. září 1993 (HC Vítkovice proti HC Chemopetrol Litvínov, českému brankáři Jiřímu Podešvovi)
- První asistence v ČHL – 29. září 1993 (HC Vítkovice proti HC Škoda Plzeň)
- První hattrick v ČHL – 25. února 2000 (HC Femax Havířov proti HC Keramika Plzeň)

## Klubová statistika
| Sezóna       | Klub                | Soutěž       |     | Základní část | Základní část | Základní část | Základní část | Základní část |    | Play off | Play off | Play off | Play off | Play off |
| Sezóna       | Klub                | Soutěž       | Z   | G             | A             | B             | TM            | Z             | G  | A        | B        | TM       |          |          |
| 1989-90      | TJ Vítkovice        | ČSHL         | 38  | 7             | 8             | 15            | —             | —             | —  | —        | —        | —        |          |          |
| 1990-91      | TJ Vítkovice        | ČSHL         | 7   | 0             | 1             | 1             | 0             | —             | —  | —        | —        | —        |          |          |
| 1990-91      | ASVŠ Dukla Trenčín  | ČSHL         | 36  | 7             | 14            | 21            | 4             | 5             | 2  | 2        | 4        | 0        |          |          |
| 1991-92      | TJ Vítkovice        | ČSHL         | 27  | 17            | 17            | 34            | —             | —             | —  | —        | —        | —        |          |          |
| 1992-93      | TJ Vítkovice        | ČSHL         | 47  | 11            | 21            | 32            | —             | —             | —  | —        | —        | —        |          |          |
| 1993-94      | HC Vítkovice        | ČHL          | 38  | 8             | 17            | 25            | 23            | 5             | 2  | 2        | 4        | 2        |          |          |
| 1994-95      | HC Vítkovice        | ČHL          | 39  | 12            | 15            | 27            | 10            | —             | —  | —        | —        | —        |          |          |
| 1994-95      | HC Havířov          | 1.ČHL        | —   | —             | —             | —             | —             | —             | —  | —        | —        | —        |          |          |
| 1995-96      | HC Vítkovice        | ČHL          | 38  | 5             | 14            | 19            | 8             | —             | —  | —        | —        | —        |          |          |
| 1996-97      | HC Vítkovice        | ČHL          | 46  | 12            | 15            | 27            | 6             | 9             | 0  | 6        | 6        | 4        |          |          |
| 1997-98      | HC Železárny Třinec | ČHL          | 48  | 11            | 24            | 35            | 14            | 13            | 3  | 6        | 9        | 2        |          |          |
| 1998-99      | HC Železárny Třinec | ČHL          | 48  | 13            | 14            | 27            | 14            | 8             | 1  | 1        | 2        | 4        |          |          |
| 1999-00      | Porin Ässät         | SM-l         | 6   | 0             | 1             | 1             | 0             | —             | —  | —        | —        | —        |          |          |
| 1999-00      | HC Femax Havířov    | ČHL          | 41  | 17            | 16            | 33            | 14            | —             | —  | —        | —        | —        |          |          |
| 2000-01      | HC Femax Havířov    | ČHL          | 51  | 19            | 33            | 52            | 22            | —             | —  | —        | —        | —        |          |          |
| 2001-02      | Lokomotiv Jaroslavl | RSL          | 47  | 16            | 19            | 35            | 22            | 9             | 3  | 4        | 7        | 0        |          |          |
| 2002-03      | Lokomotiv Jaroslavl | RSL          | 44  | 11            | 15            | 26            | 14            | 10            | 3  | 3        | 6        | 0        |          |          |
| 2003-04      | Lokomotiv Jaroslavl | RSL          | 57  | 4             | 20            | 24            | 18            | 3             | 0  | 0        | 0        | 2        |          |          |
| 2004-05      | HC Oceláři Třinec   | ČHL          | 43  | 13            | 14            | 27            | 8             | —             | —  | —        | —        | —        |          |          |
| 2004-05      | HC Vítkovice        | ČHL          | 8   | 0             | 2             | 2             | 2             | 11            | 1  | 6        | 7        | 16       |          |          |
| 2005-06      | HC Oceláři Třinec   | ČHL          | 50  | 15            | 29            | 44            | 48            | 4             | 2  | 1        | 3        | 4        |          |          |
| 2006-07      | HC Oceláři Třinec   | ČHL          | 45  | 16            | 17            | 33            | 64            | 6             | 0  | 2        | 2        | 2        |          |          |
| 2007-08      | HC Oceláři Třinec   | ČHL          | 52  | 8             | 31            | 39            | 46            | 8             | 0  | 0        | 0        | 12       |          |          |
| 2008-09      | HC Oceláři Třinec   | ČHL          | 51  | 14            | 36            | 50            | 36            | 5             | 2  | 2        | 4        | 2        |          |          |
| 2009-10      | HC Oceláři Třinec   | ČHL          | 51  | 7             | 27            | 34            | 60            | 5             | 1  | 0        | 1        | 4        |          |          |
| 2010-11      | HC Oceláři Třinec   | ČHL          | 51  | 12            | 23            | 35            | 36            | 18            | 5  | 6        | 11       | 10       |          |          |
| 2011-12      | HC Oceláři Třinec   | ČHL          | 46  | 9             | 19            | 28            | 24            | 5             | 1  | 3        | 4        | 2        |          |          |
| 2012-13      | HC Oceláři Třinec   | ČHL          | 51  | 10            | 16            | 26            | 26            | 13            | 6  | 3        | 9        | 14       |          |          |
| 2013-14      | HC Oceláři Třinec   | ČHL          | 41  | 6             | 16            | 22            | 20            | 11            | 0  | 2        | 2        | 4        |          |          |
| Celkem v ČHL | Celkem v ČHL        | Celkem v ČHL | 626 | 141           | 286           | 427           | 419           | 121           | 24 | 40       | 64       | 82       |          |          |